# Europa (filla de Tici)
Segons la mitologia grega, Europa (en grec antic Εὐρώπη Európe) va ser una nimfa, filla de Tici, un gegant fill de Zeus.
Unida a Posidó, fou mare d'Eufem, un dels argonautes, que tenia el poder de caminar damunt les aigües.